# 존 월리스

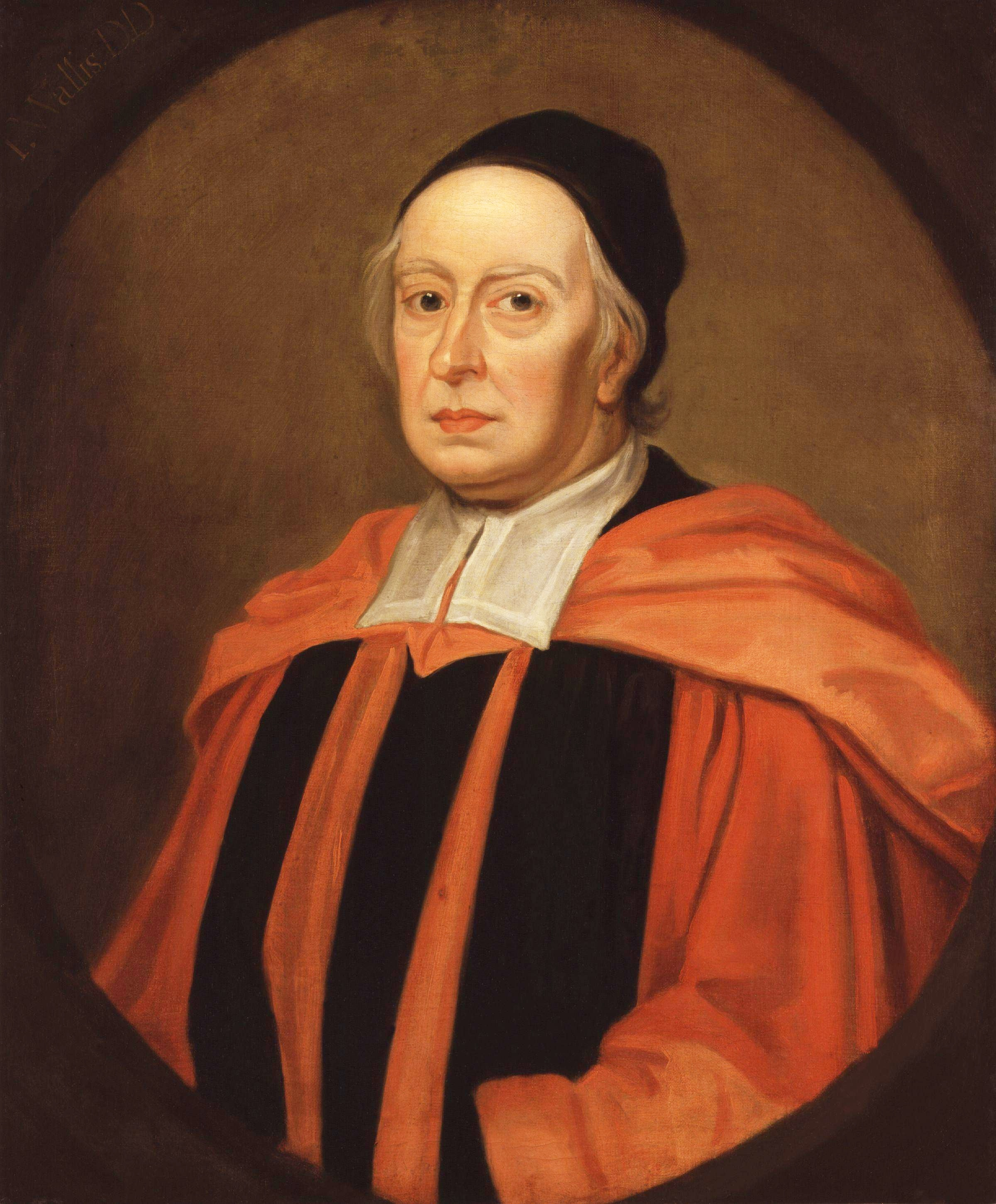

존 월리스(John Wallis, 1616년 12월 3일 ~ 1703년 11월 8일)는 영국의 수학자이다.
그는 1616년 켄트주 애쉬포드에서 태어났다. 케임브리지대학에서 신학을 공부하고 성직자가 되었으나, 점차 수학과 물리학에도 관심을 가져 1649년 옥스퍼드대학의 기하학 교수가 되었다. 수학 이외에도 천문학·역학(曆學)·역학(力學)·음향학·식물학·생리학·문법·음악 등 여러 방면에 걸친 저술이 있으며, 암호해독에도 재능을 보이는 등 다재다능하였고, 뉴턴과도 친근하였다. 국왕 측근의 목사였으며, 왕립학회의 창설자 중 한 사람이기도 하다.
수학에서는 카발리에리나 데카르트의 생각을 발전시켜 극한의 개념을 수학적으로 다루었으며, 미적분법의 길을 연 《무한소산술(無限小算術)》을 펴내고, 교묘한 귀납법으로 π를 무한곱으로 전개하는 등의 성과를 거두었다. 또 원뿔곡선을 좌표에 의하여 해석적으로 논한 《원뿔곡선에 대하여》를 발표하기도 하였다. 또한 무한대에 대해 ∞의 기호를 처음으로 사용하였다. 이 밖에도 영국에서 최초의 《수학사》를 저술하였으며, 물리학에서는 조석론(潮汐論)·공명(共鳴)·충돌(衝突) 등의 연구 업적이 있다.